# What Becomes of the Brokenhearted
What Becomes of the Brokenhearted è un brano musicale pubblicato come singolo discografico nel 1966 dal cantante statunitense Jimmy Ruffin per l'etichetta Soul, sussidiaria della Motown.
La canzone è stata scritta da William Weatherspoon, Paul Riser e James Dean.

## Tracce
- Side A

1. What Becomes of the Brokenhearted

- Side B

1. Baby, I've Got It

## Classifiche
| Classifica (1966) | Posizione raggiunta |
| ----------------- | ------------------- |
| Regno Unito       | 8                   |
| Stati Uniti       | 7                   |

## Versione di Paul Young
Nel 1992 il cantante inglese Paul Young ha pubblicato la sua cover del brano per la colonna sonora del film Pomodori verdi fritti alla fermata del treno.

### Tracce
- Side A

1. What Becomes of the Brokenhearted

- Side B

1. Ghost Train (Main Title)

## Altre versioni
- La cantante statunitense Joan Osborne ha pubblicato il brano nel suo album del 2007 Breakfast in Bed. La stessa artista aveva già registrato il brano per il film del 2002 Standing in the Shadows of Motown.
- Il musicista statunitense Bruce Springsteen ha registrato il brano per il suo album del 2022 Only the Strong Survive.